# Macaranga monostyla
Macaranga monostyla là một loài thực vật có hoa trong họ Đại kích. Loài này được Whistler mô tả khoa học đầu tiên năm 2004.